# Gejapati, Hukeri
Gejapati là một làng thuộc tehsil Hukeri, huyện Belgaum, bang Karnataka, Ấn Độ.